# Манастир Добровац
Манастир Добровец је мушки православни манастир Архиепископије Јаши Румунске православне цркве у општини Добровец у округу Јаши у Румунији. Посвећен је празнику Силаска Духа Светога на апостоле.

## Историја
Крајем 14. века постојао је манастир у част Преображења Господњег, коме је владар Стефан Велики 1499. године доделио 3 села у долини реке Добровец. 27. априла 1503. године почела је изградња другог манастира, о чему постоји натпис на западном зиду манастирске цркве. У октобру исте године владар му је дао 5 села. Изградња је завршена 1504. године, поставши последњи манастир који је основао Стефан Велики. Уређење манастирске цркве настављено је под Богданом III. Зидови храма су живописани 1527-1531 године под Петром Рарешом. Симеон Могила је 1607. године подигао малу цркву у којој је сахрањен његов син Павле, који је те године преминуо.
1651. године владар Василије Лупу дарује манастир Добровецки Атонском манастиру Зограф. Године 1658. напали су га Татари. У јесен 1739. године опљачкана је током следећег руско-турског рата. Страдао је и за време Влашког устанка.
Укинут је као резултат секуларизације 1863. године. У периоду од 1865-1900 у манастиру је био смештен затвор. Од 1900. године - сиротиште за девојчице, а затим - пољопривредна школа.
Краљ Карол I указом од 14. маја 1913. обнавља манастир, али је у ствари обновљен тек 1930. године, када је пољопривредна школа премештена у друго место. Године 1948. поново је затворен и до 1970. године служио је као школа. До 1990. године манастирска црква служила је као парохијска. Манастир је обновљен одлуком Светог синода Румунске православне цркве 1990. године као женски. Године 1992. претворена је у мушку .

## Архитектура
Главна манастирска црква изграђена је у типичном молдавском стилу. Триконхос са великом припратом са погребном комором између припрате и наоса. Правоугаоне основе, ширине 8 м, дужине 30 м. Са истока има полукружну олтарску апсиду, бочне конхе не вире. Покривен је кровом са великим проширењем, који се спушта преко апсиде. 1851. године подигнуте су 3 куполе на цилиндричним бубњевима, али је 1975. храм враћен у првобитни изглед. Храм је утврђен са шест контрафора: по три на северном и јужном зиду. Храм, који је подигао Симеон Могила, срушио се 1986. године, али је обновљен 1992. године. По архитектонском изгледу, близак је главном храму.
Осмоугаони троспратни звоник са капијом саграђен је 1763. године. У средњем спрату је црква Светог Ђорђа.